# Coppa delle Nazioni 1925
La Coppa delle Nazioni 1925 è stata la 5ª edizione dell'omonima competizione di hockey su pista. Il torneo, organizzato dal Montreux Hockey Club, ha avuto luogo tra l'11 al 13 aprile 1925.
Il trofeo è stato vinto dall'Inghilterra per la terza volta nella sua storia.

## Svolgimento del torneo

### Classifica finale
| Pos | Squadra     | Pt | G | V | N | P | GF | GS | DG  |
| --- | ----------- | -- | - | - | - | - | -- | -- | --- |
| 1.  | Inghilterra | 9  | 5 | 4 | 1 | 0 | 29 | 7  | +22 |
| 2.  | Svizzera    | 7  | 5 | 3 | 1 | 1 | 15 | 8  | +7  |
| 3.  | Francia     | 5  | 5 | 2 | 1 | 2 | 12 | 15 | -3  |
| 4.  | Belgio      | 5  | 5 | 2 | 1 | 2 | 7  | 9  | -12 |
| 5.  | Germania    | 4  | 5 | 2 | 0 | 3 | 11 | 15 | -4  |
| 6.  | Italia      | 0  | 5 | 0 | 0 | 5 | 4  | 24 | -20 |

### Partite
| Belgio      | 2-2 | Francia     |
| Belgio      | 3-1 | Germania    |
| Belgio      | 0-4 | Inghilterra |
| Belgio      | 1-0 | Italia      |
| Belgio      | 1-2 | Svizzera    |
| Francia     | 3-2 | Germania    |
| Francia     | 3-9 | Inghilterra |
| Francia     | 3-0 | Italia      |
| Francia     | 1-2 | Svizzera    |
| Germania    | 0-4 | Inghilterra |
| Germania    | 5-3 | Italia      |
| Germania    | 3-2 | Svizzera    |
| Inghilterra | 9-1 | Italia      |
| Inghilterra | 3-3 | Svizzera    |
| Italia      | 0-6 | Svizzera    |